# Dąbrowa (Wieluń)
Pour les articles homonymes, voir Dąbrowa.
Dąbrowa est une localité polonaise de la gmina et du powiat de Wieluń en voïvodie de Łódź.